# Mary Webster (presumpta bruixa)
Mary Webster (fl. 1684) era una resident a la Nova Anglaterra colonial que va ser acusada de bruixeria i va ser l'objectiu d'un intent de linxament per part d'amics de l'acusador.

## Biografia

### Primers anys de vida
Mary Webster nascuda Reeve va néixer a Anglaterra. Es desconeix l'any exacte de naixement, però es creu que és al voltant de 1624. Els relats de la seva data de naixement van anar de 1617 a 1624. Tant el seu pare com el seu germà es deien Thomas Reeve. El seu pare vivia a Springfield, Massachusetts. Segons la New England Historical Society, la seva mare es deia Hannah Rowe Reeve. El 1670, Mary Reeve es va casar amb William Webster i es van establir a la petita ciutat puritana de Hadley, Massachusetts. No existeixen registres que Webster hagi tingut fills. Ell tenia 53 anys, ella 46.
William i Mary Webster tenien pocs diners, vivien en una casa petita i de vegades necessitaven ajuda de la ciutat per sobreviure.

### Judici i abusos continuats
L'any 1683, quan Mary Webster tenia aproximadament 60 anys, va ser acusada i portada a judici davant un jurat a Boston "per sospita de bruixeria", però es va abstenir dels càrrecs i es va declarar no culpable.

El 1684, Webster va ser acusada verbalment per Philip Smith. Smith era un jutge, un diaca i un representant de la ciutat de Hadley. També ha estat descrit com un "hipocondríac". Sembla que creia en el poder real de la bruixeria i que les seves afliccions estaven sent causades màgicament per Mary Webster en col·laboració amb el diable.
Mentre estava malalt, uns quants nois enèrgics van provar un experiment amb la vella. Després d'haver-la arrossegat fora de casa seva, la van penjar fins que estava gairebé morta, la van deixar caure, la van fer rodar una estona a la neu, i per fi la van enterrar allà i allí la van deixar, però va passar que va sobreviure i el va morir un home melancòlic.

### Publicitada pels Mathers
Les acusacions, les afliccions i la mort de Philip Smith es van descriure en pocs anys en una publicació de Cotton Mather Memorable Providences, Relating to Witchcrafts. La Mather anomenaria Smith però no Mary Webster. Mather descriuria com alguns amics de Smith "va fer tres o quatre vegades en una nit anar a donar Disturbance a la dona". Mather afirma que va ser només durant aquesta nit de violència de vigilant perpetrada contra Mary Webster que Smith va poder dormir tranquil. "En general, semblava inqüestionable que la bruixeria havia portat un període a la vida d'un home tan bo", conclou Mather.
El llibre de Cotton Mather es va publicar el 1689 només uns quants anys abans dels infames judicis de bruixeria de 1692 i va seguir un llibre similar publicat recentment pel seu pare, el president de Harvard, Increase Mather el 1684. Ja el 1681, Increase Mather s'havia reunit amb "ministres d'aquesta colònia" i va començar a demanar casos i anècdotes de bruixeria a tot arreu. No se sap fins a quin punt les sol·licituds de Increase Mather (i les opinions doctrinals implícites en suport del poder real de la bruixeria) poden haver influït directament en les circumstàncies de Hadley el 1683-4. Segons Thomas Hutchinson, abans del llibre d'Increase Mather, feia dècades que ningú havia estat executat per bruixeria a Nova Anglaterra, malgrat els insults ocasionals o les acusacions espúries.
Després dels judicis de bruixeria de 1692, molts van lamentar els papers que havien interpretat, com la famosa confessió pública de Samuel Sewall acceptant "culpa i vergonya". L'abril de 1693, membres de la congregació de Salem van llançar una campanya (fins i tot tindria èxit) per destituir el seu ministre Samuel Parris acusant-lo de tenir opinions poc ortodoxes "Diferents de l'opinió de la generalitat dels ministres ortodoxos del país". Tot i que les opinions doctrinals de Parris eren controvertides i possiblement poc ortodoxes, estaven en línia amb les opinions presentades durant la dècada anterior pels Mathers. El 20 d'octubre de 1690, Parris es va reunir amb Cotton Mather i altres ministres a la biblioteca del Harvard College, en un grup recentment format que s'anomenava l'⁣Associació de Cambridge, per discutir problemes amb la seva congregació a Salem.
A la tardor de 1693, els Mathers van continuar impulsant més judicis de bruixeria i això va inspirar una campanya d'escriptura de cartes del comerciant de llana de Boston anomenat Robert Calef. Entre altres coses, Calef els va criticar per suggerir "que penjar o encadenar" una persona pot d'alguna manera "restaurar aquells que estaven turmentats a distància". Tals nocions segons Calef, "totes tendeixen... a la deshonra de Déu i a posar en perill el benestar d'un poble".
Malgrat les creixents crítiques, Cotton Mather es va mantenir en la posició solitària i va reimprimir el seu relat de Philip Smith i Mary Webster el 1702, encara que una mica enterrat al final d'un full molt gran d'extractes diversos titulat Magnalia Christi Americana. Hi ha petites diferències en la reimpressió de 1702, per exemple, Mather aclareix que els vigilants que van atacar Mary Webster eren "homes joves" i Mather fa la referència anterior a "una nit", en lloc de suggerir que els vigilants la van atacar en tres o quatre ocasions. Mather afegeix un "sí" enfàtic per subratllar encara més la idea que aquestes eren les úniques ocasions durant les quals Smith va poder dormir durant un període que Mather amplià per incloure "tota la seva malaltia".

## Cultura popular
L'autora canadenca Margaret Atwood va declarar sobre Webster: "El dilluns, la meva àvia diria que Mary era la seva avantpassat, i dimecres ella diria que no ho era... Així que tria la teva.» Va convertir Webster en el tema del seu poema "Half-Hanged Mary", i li va dedicar la seva novel·la The Handmaid's Tale (1985).